# Cinetosis
La cinetosis o mareo del viajero es un trastorno que sufren algunas personas durante los viajes. Puede manifestarse en automóviles, aeronaves, trenes o navíos, y más raramente durante el uso de simuladores virtuales, como videojuegos o simuladores de vuelo. Sus síntomas más comunes son náuseas, vómitos, sudor frío, dolor de cabeza, somnolencia, bostezos, pérdida de apetito y aumento de la salivación.
Los astronautas pueden sufrir el síndrome de adaptación espacial.

## Causas
Su causa primaria es la estimulación excesiva del aparato vestibular por movimientos de baja frecuencia.  
La teoría aceptada, llamada «teoría del conflicto sensorial y desajuste neuronal» describe la discrepancia entre los patrones visuales y somatosensoriales experimentados durante el viaje y los memorizados como "normales" por el individuo como la causa del trastorno.
La susceptibilidad individual es muy variable, pero virtualmente cualquier persona cuyo aparato vestibular es funcional puede sufrirlo si el estímulo es suficientemente intenso o duradero.
Los estímulos visuales como un horizonte en movimiento, junto a otros factores, en muchas circunstancias asociados al vehículo de transporte como mala ventilación, humos, monóxido de carbono o vapor, y los factores emocionales como el miedo o la ansiedad, actúan junto con el movimiento para precipitar un ataque. 

## Tratamientos
Mantener la cabeza quieta y acostarse boca arriba pueden ayudar a controlar la cinetosis. Si es posible, se debe fijar la vista en el horizonte. Hay que evitar leer o consultar mapas.
Se pueden usar técnicas de habituación, pero su efectividad se manifiesta a medio plazo y debe mantenerse mediante práctica continuada.
Hay varios medicamentos que ayudan a evitar la cinetosis: antimuscarínicos, como la escopolamina, antihistamínicos, como el dimenhidrinato y simpaticomiméticos, por ejemplo, la dextroanfetamina. La escopolamina es el más eficaz, especialmente si se usa de manera preventiva. Deben tenerse en cuenta los posibles efectos adversos. Durante el embarazo solo son recomendables la meclizina y el dimenhidrinato.